# باريس تورز 1934
باريس تورز 1934 هو سباق دراجات هوائية، وهو الموسم رقم 29 من باريس تورز، وأقيم في 1934.
فاز بالمركز الأول Gustave Danneels ‏، وبالمركز الثاني Romain Gijssels ‏، وبالمركز الثالث Félicien Vervaecke ‏.

## الفائزون
| الترتيب | الفائز              |
| ------- | ------------------- |
| الفائز  | Gustave Danneels ‏   |
| الثاني  | Romain Gijssels ‏    |
| الثالث  | Félicien Vervaecke ‏ |